# Roman Tomczak
Roman Tomczak (ur. 19 października 1900 w Łąkie, zm. 21 maja 1973 we Wrocławiu) – żołnierz armii niemieckiej, powstaniec wielkopolski i śląski, podoficer Wojska Polskiego w II Rzeczypospolitej i Armii Krajowej, kawaler Orderu Virtuti Militari.

## Życiorys
Urodził się w rodzinie Wojciecha i Elżbiety z Maciejewskich. W 1917 wcielony do armii niemieckiej i w jej szeregach walczył na frontach I wojny światowej.
W 1918 powrócił na Kujawy i wziął udział w walkach powstańczych między innymi o wyzwolenie Inowrocławia. W styczniu 1919 został przydzielony do 4 baterii 1 Wielkopolskiego pułku artylerii ciężkiej. Delegowany do śląskich wojsk powstańczych, walczył w I powstaniu śląskim. W wojnie polsko-bolszewickiej walczył w składzie 4. baterii 17 pułku artylerii ciężkiej. 19 sierpnia 1920 pod Ciechanowem spokojem, odwagą i zimną krwią podnosił ducha kolegów i pod ogniem nieprzyjaciela celnym ogniem na wprost odrzucił wroga za co przez Naczelnego Wodza został mu nadany Krzyż Orderu Virtuti Militari V klasy.
Po zakończeniu działań bojowych pozostał w zawodowej służbie wojskowej. Ukończył szkołę podoficerską w Śremie i awansował na stopień plutonowego.
W 1929 przeszedł do rezerwy i podjął pracę w Wydziale Powiatowym w Ostrowie Wielkopolskim.
W 1939 powtórnie zmobilizowany. Przeszedł szlak bojowy 9 pułku artylerii ciężkiej.
W okresie okupacji aktywny członek ZWZ-AK, mianowany ogniomistrzem.
Zmarł we Wrocławiu, spoczywa na cmentarzu Świętej Rodziny.
Był żonaty z Marianną z Kowalczyków; dzieci: Irena, Zbigniew, Anna i Krzysztof.

## Ordery i odznaczenia
- Krzyż Srebrny Orderu Virtuti Militari nr 3239 – 13 maja 1921[3]